# Очаков (бронепалубный крейсер)
«Очаков» (с 25 марта 1907 года по 31 марта 1917 года — «Кагул», с сентября 1919 года — «Генерал Корнилов») — крейсер русского Черноморского флота, команда которого в ноябре 1905 года приняла активное участие в Севастопольском восстании в период первой русской революции 1905—1907 года. В 1919—1920 годах — флагман Белого Черноморского флота, на котором ушел в эмиграцию П. Н. Врангель. Принадлежал к типу «Богатырь».

## История постройки
Крейсер «Очаков» заказан в рамках судостроительной программы на 1895—1902 гг. Строился в Севастополе на Казённой верфи корабельным инженером Н. И. Янковским по проекту крейсера — дальнего разведчика, разработанному немецкой судостроительной фирмой «Вулкан». Однотипные корабли — «Богатырь», «Олег» и «Память Меркурия» (до 25.03.1907 — «Кагул»). Был заложен 13 августа 1901 года, спущен на воду 1 октября 1902 года.

## История службы
Крейсер «Очаков» вступил в строй в 1902 году.

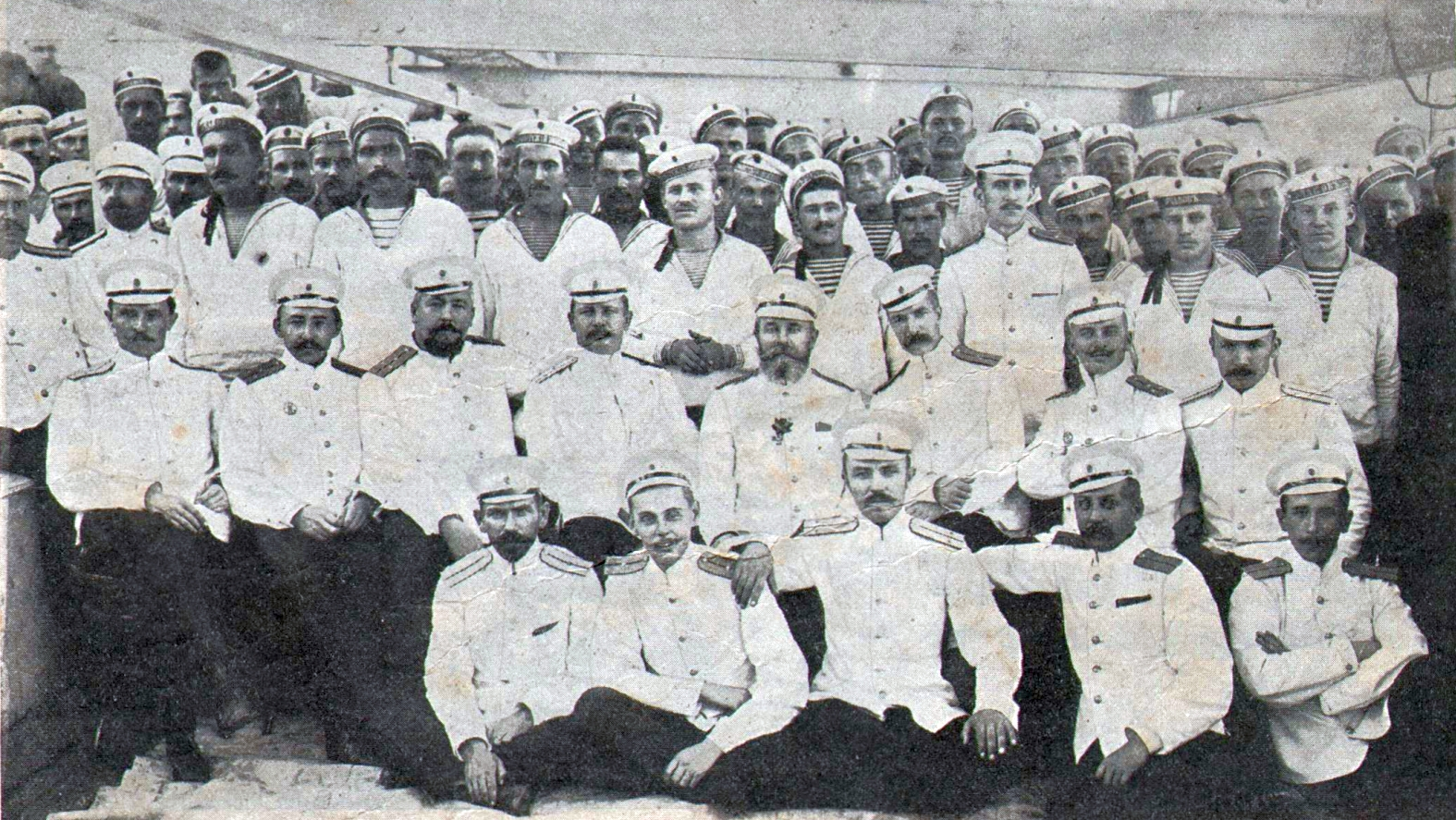
Офицеры и команда крейсера «Очаков». Снято за две недели до восстания 1905 г.

Крейсер получил известность после участия в Севастопольском восстании 1905 года, одним из руководителей которого был лейтенант П. П. Шмидт.
12 ноября 1905 года — началось восстание. 15 ноября 1905 года — Восстание подавлено огнём эскадры и береговых батарей. В результате обстрела крейсер получил тяжёлые повреждения. Восстановительный ремонт длился более трёх лет.
25 марта 1907 года переименован в «Кагул» (входивший в состав Черноморского флота крейсер «Кагул» одновременно переименован в «Память Меркурия»). Данный факт вызывает сильную путаницу в источниках.
Прошёл капитальный ремонт корпуса и механизмов в Севастопольском военном порту; артиллерия главного калибра заменена на 16 — 130-мм.

### Революция и Гражданская война
31 марта 1917 года восстановлено старое название — «Очаков». В 1917 году на нем завершился капитальный ремонт; корабль получил новую артиллерию: четырнадцать 130/55-мм пушек, две 75/50-мм пушки Кане, переделанные для зенитной стрельбы, и два 40-мм зенитных автомата Виккерса.
1 мая 1918 года был захвачен немцами и включён в состав ВМС Германии на Чёрном море. В 1918 году немцы сделали крейсер плавбазой водолазной партии, работавшей по подъёму линкора «Императрица Мария».
24 ноября 1918 года захвачен англо-французскими войсками. При отступлении войск Антанты в апреле 1919 года избежал увода и затопления.
Капитан 2 ранга В. А. Потапьев начал набирать команду и готовить крейсер к походу. К моменту ухода из Севастополя команда крейсера состояла из 42 морских офицеров, 19 инженеров-механиков, двух врачей, 21 сухопутного офицера, нескольких унтер-офицеров и 120 охотников-добровольцев флота, включая три десятка присланных из Екатеринодара кубанских казаков, при штатном составе в 570 человек. Зачислен в состав морских сил Юга России.
На 18 июня 1919 года было назначено наступление войск ВСЮР на Ак-Монайской позиции на Керченском полуострове. Утром 18 крейсер «Кагул» должен был высадить в тылу у красных у местечка Коктебель армейский десант, в задачу которого входил захват дорог, ведущих из Феодосии в глубь Крыма. Командовал десантом генерал-майор Я. А. Слащёв. Ночью крейсер принял на борт 160 человек десанта из состава 52-го Виленского полка при десяти пулемётах. Рано утром «Кагул» в сопровождении английского миноносца подошёл к Коктебелю и с помощью буксира «Дельфин» высадил десант. Не встретив сопротивления, десант двинулся вперёд и занял поселок Насипкой (ныне Насыпное). После этого «Кагул» с дистанции 17 км сделал 20 выстрелов по Старому Крыму, где находились резервы красных. Кроме того, имея телефонную связь с начальником десанта, крейсер по его указанию оказал десанту огневую поддержку, выпустив 67 фугасных и 4 шрапнельных 130-мм снаряда.
Пополнив в Новороссийске запасы и дав команде отдохнуть, 27 июня 1919 года «Кагул», имея на борту генерала А. И. Деникина и адмирала М. П. Саблина, в сопровождении посыльного судна «Буг» и отремонтированного «Лётчика», пошёл к берегам Кавказа. Целью похода было подтверждение принадлежности Сочинского округа правительству Юга России. Посетив Туапсе, Сочи и Адлер, 30 июня отряд вернулся в Новороссийск.
В августе 1919 г. принимал участие в десантной операции в районе Одессы. В сентябре 1919 г., находясь в Одессе, получил новое название «Генерал Корнилов».
17 апреля 1920 г. — проводил стрельбы по наземным целям.
9 октября 1920 г. — подвергся бомбовой атаке 3 «красных» летающих лодок «М-9» в Тендровском заливе (редчайший случай в гражданской войне), атаковавших с разных направлений и действующих умело и согласованно. Маневрированием уклонился от сброшенных авиабомб. При аналогичном налёте 13 октября экипаж огнём двух 40-мм зенитных пушек «Виккерс» повредил один гидросамолёт, совершивший вынужденную посадку на воду (спасён на буксире подоспевшим катером «красных»), два других повернули назад, не сбросив бомб.
14 ноября 1920 года в ходе Крымской эвакуации покинул Севастополь (более 100 кочегаров отказались покидать Крым и сошли на берег, что сделало переход очень тяжелым из-за возможности запустить только половину котлов) и совершил переход в Бизерту. 29 декабря 1920 года был интернирован французскими властями. Состоял в Русской эскадре.
В 1933 году был разобран на металл.

## Командиры крейсера

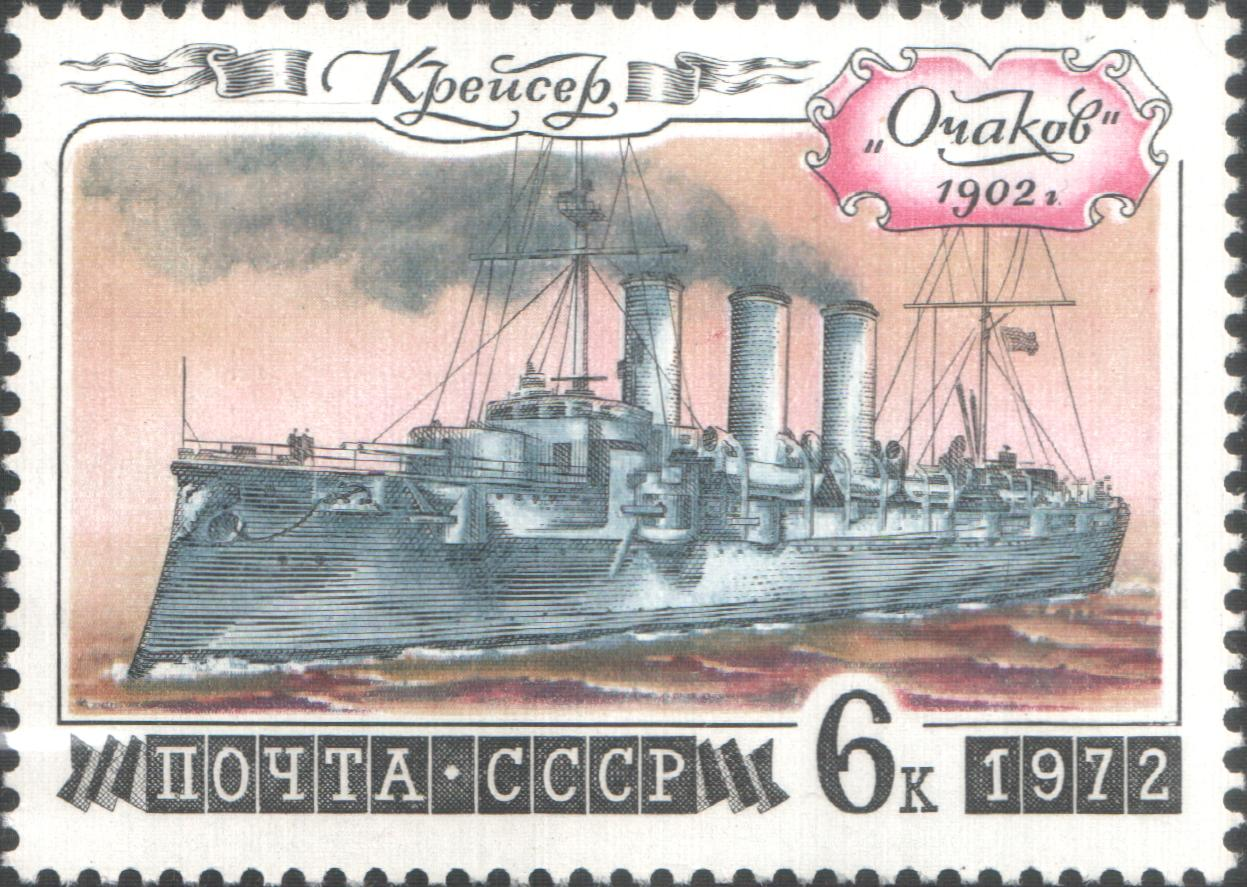
Крейсер «Очаков» на почтовой марке

- хх.хх.1901 — хх.хх.1903 — капитан 1-го ранга Юрковский, Владимир Николаевич
- 21.04.1903 — 09.01.1906 — капитан 1-го ранга Овод, Фёдор Семёнович
- 10-11.1905 — капитан 2-го ранга Глизян, Сергей Александрович (и. о.?)
- 1905.11 — И. Е. Уланский (и. о.)
- 1905.11 — А. А. Данилевский (и. о.)
- 1905.11 — С. П. Частник (восставшие)
- 1905—1906 — Ф. Н. Иванов
- 190?-190? — М. Ф. Шульц
- 1909—1911 — В. А. Гроссман
- 1912—191? — И. С. Денисов
- 1914—1916 — С. С. Погуляев
- 1917—1918 — А. Е. Максюта (председатель судкома)
- 1918 — В. М. Терентьев
- 1919 — П. П. Остелецкий
- 1919 — В. А. Потапьев
- 1919—1921 — А. Н. Стальноватый
- 1921—1924 — ?

## Память
В 1972 году в СССР были выпущены почтовая марка и карточка для картмаксимума с изображением крейсера.
В Севастополе в память о восстании на крейсере была названа улица Очаковцев.